# Jastarnia
Jastarnia (németül: Heisternest) város Lengyelországban, a Pomerániai vajdaságban, a Hel-félszigeten.  Lakosainak száma 2665 fő (2021. március 31.).

## Közigazgatás
A város részei:
| lengyel név | kasub név | német név (1920-ig és 1939-45) |
| ----------- | --------- | ------------------------------ |
| Jastarnia   | Jastarniô | Heisternest                    |
| Jurata      | Jurata    | Jurata (1939-45 Helaheide)     |
| Kuźnica     | Kùsfeld   | Kußfeld                        |
| Syberia     | Sëberiô   |                                |

## Története
A települést először 1378-ban említették meg Osternäs néven, mint a hering kereskedelem központja. Fejlődésében a szomszédos Hel város jelentős szerepet játszott. 1973. január 1-jén városi jogokat kapott. Míg korábban főleg halászok lakták, mára inkább turistacélpont a strandjai miatt.

## Képgaléria

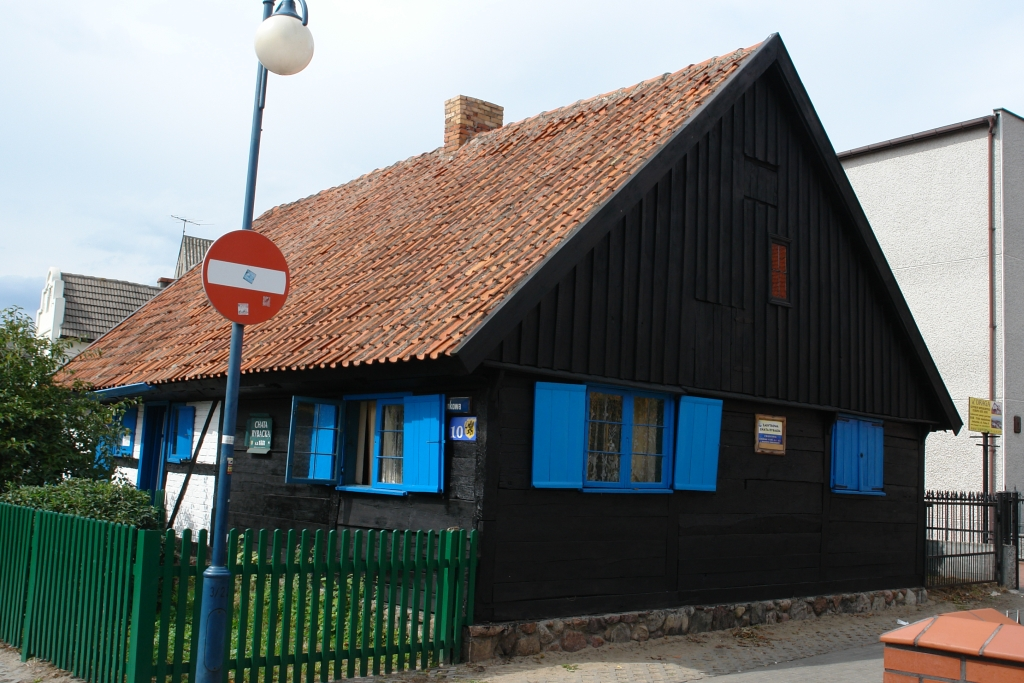
Halászkunyhó
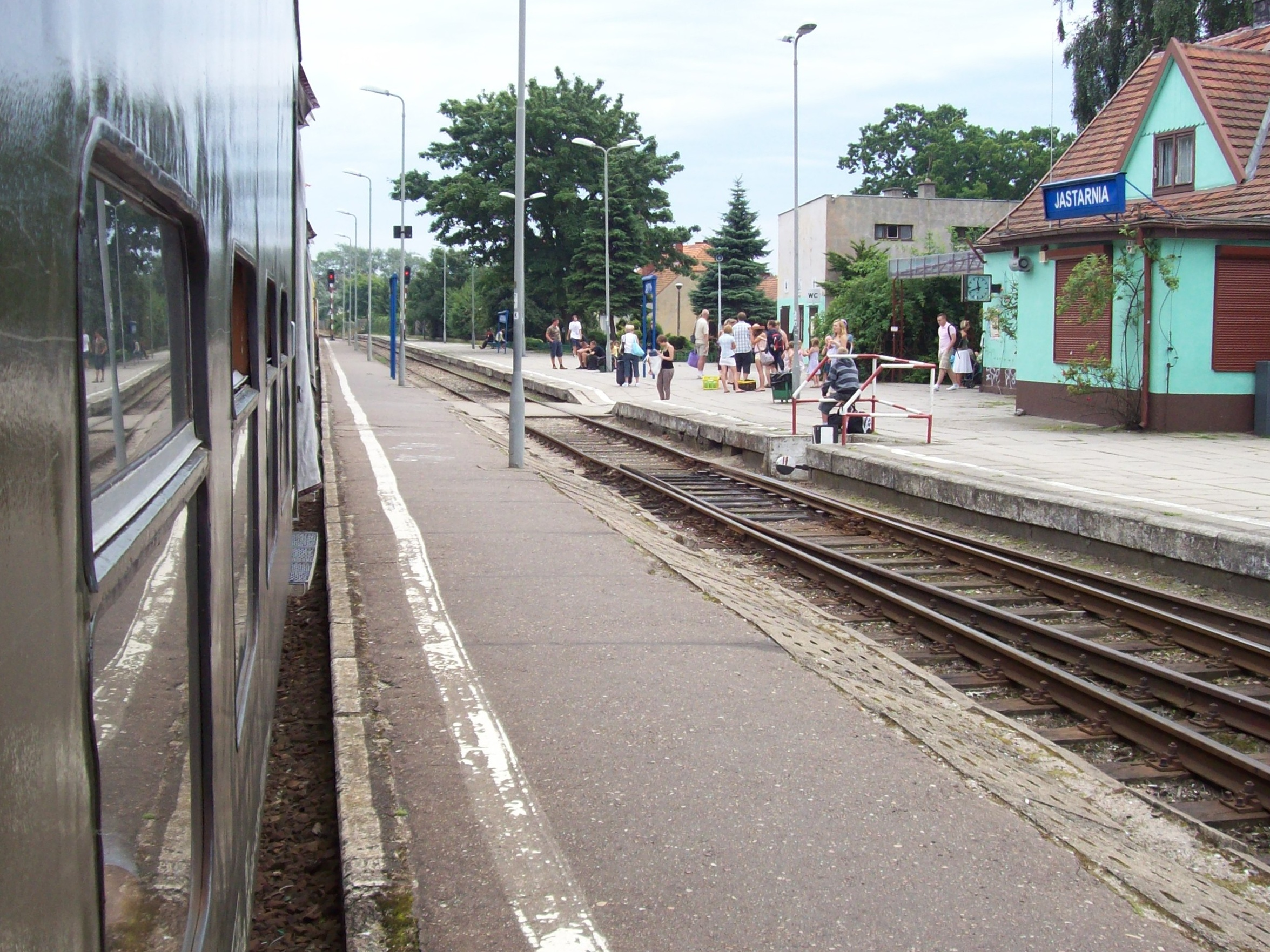
Vasútállomása
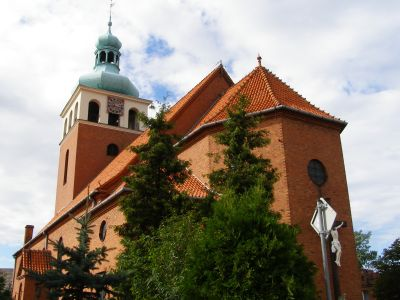
Temploma
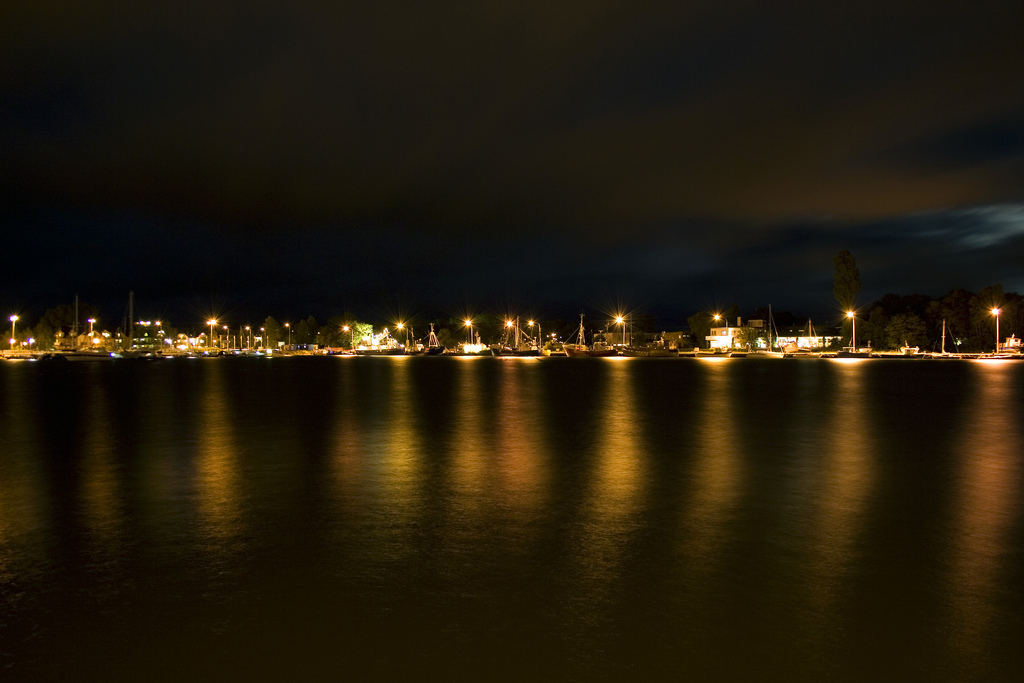
A kikötő este
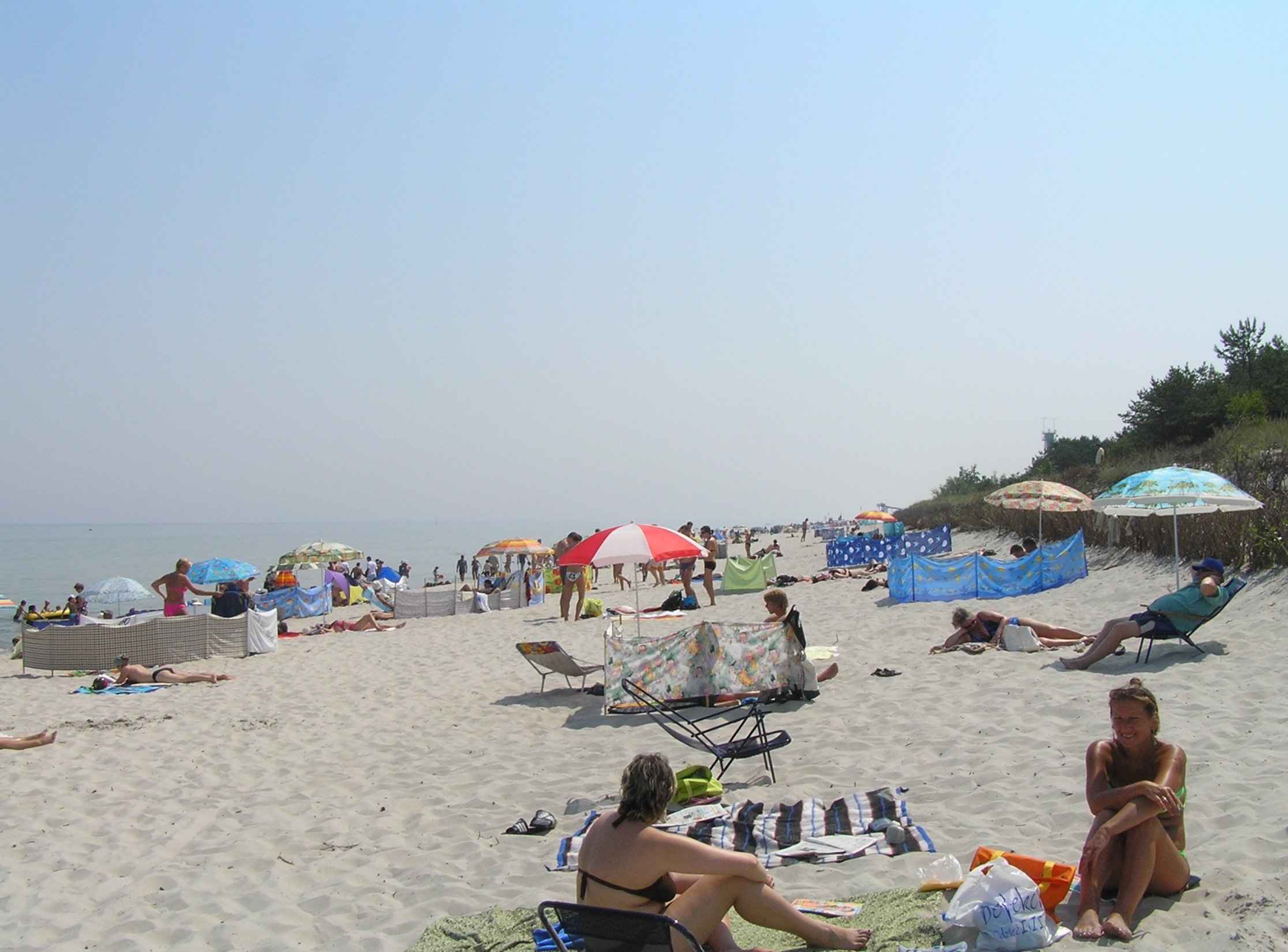
Strand a Balti-tenger partján

## Fordítás
- Ez a szócikk részben vagy egészben  a   Jastarnia című lengyel Wikipédia-szócikk fordításán alapul.  Az eredeti cikk szerkesztőit annak laptörténete sorolja fel. Ez a jelzés csupán a megfogalmazás eredetét és a szerzői jogokat jelzi, nem szolgál a cikkben szereplő információk forrásmegjelöléseként.